# Leire Martínez
Leire Martínez Ochoa (Donostia-San Sebastián, 22 de junho de 1979) é uma cantora e atriz espanhola, ex-participante da versão espanhola do The X Factor e ex-vocalista do grupo La Oreja de Van Gogh. Com La Oreja de Van Gogh, vendeu mais de 330 mil cópias em todo o mundo.

## Biografia
Leire nasceu no dia 22 de junho de 1979, na cidade de Donostia-San Sebastián, na província de Guipúscoa, no País Basco (Espanha), e cresceu em Errenteria.
De 1987 a 1991, estudou solfejo, coral e violino no Conservatório Municipal de Errenteria, e entre 1988 e 1994 teve aulas de Jazz e dança moderna no ginásio Sayoa, na mesma cidade.
Durante a etapa escolar, ganhou vários apelidos, entre eles "Laser" ou "Loba", devido aos seus olhos azuis muito claros.
Em 1994, recebeu a primeira proposta para uma carreira artística, quando algumas fotos tiradas por um amigo chegam às mãos da agência First Models. No entanto, o projeto não prosperou diante da negativa do pai, que alegava que Leire seria então muito nova e que deveria se dedicar aos estudos.
Neste mesmo ano, alternava as atividades escolares com outras extracurriculares, como um intercâmbio para a realização de um curso de inglês em Brandon, Flórida.
Em 1996, participou de um intercâmbio cultural na Romênia, onde viveu um momento traumático ao presenciar a morte de uma amiga. Também foi neste ano que Leire se aventurou pela primeira vez como vocalista de um grupo junto a amigos da escola.
Entre 1997 e 1998, começou sua carreira universitária na Universidade do País Basco, onde matriculou-se no curso de Magistério em Educação Especial, que forma professores aptos para ensinar crianças, jovens e adultos com necessidades especiais, carreira que concluiria em 2012, logo após um longo período de afastamento devido aos compromissos profissionais.
Em 2002, participou das audições para o programa Popstars, sendo selecionada para entrar. No entanto, acabou por desistir do programa antes de chegar à fase televisionada. Nesse mesmo ano, também participa das audições para a segunda edição do reality Operación Triunfo, chegando até a etapa dos castings finais, onde é eliminada.
Por alguns anos, alternou os estudos de magistério, a carreira musical, cantando em Casamentos, Batizados e Comunhões, e os empregos de babá e atendente de lojas em Tolosa e Donostia.
Em 2007, deixa os empregos e a faculdade a apenas uma disciplina (euskera II) para a conclusão quando consegue entrar sem o conhecimento dos pais e de nenhum conhecido no concurso musical do canal Cuatro, Factor X, versão espanhola do famoso formato britânico, onde interpretaria temas como Me voy, de Julieta Venegas, To be left outside alone, de Anastacia, Be My Baby de Vanessa Paradis, All Around The World, de Lisa Stansfield e Material Girl, de Madonna. É eliminada na sexta gala, sendo assim semifinalista do programa.

### De 2008 a 2024: vocalista de La Oreja de Van Gogh

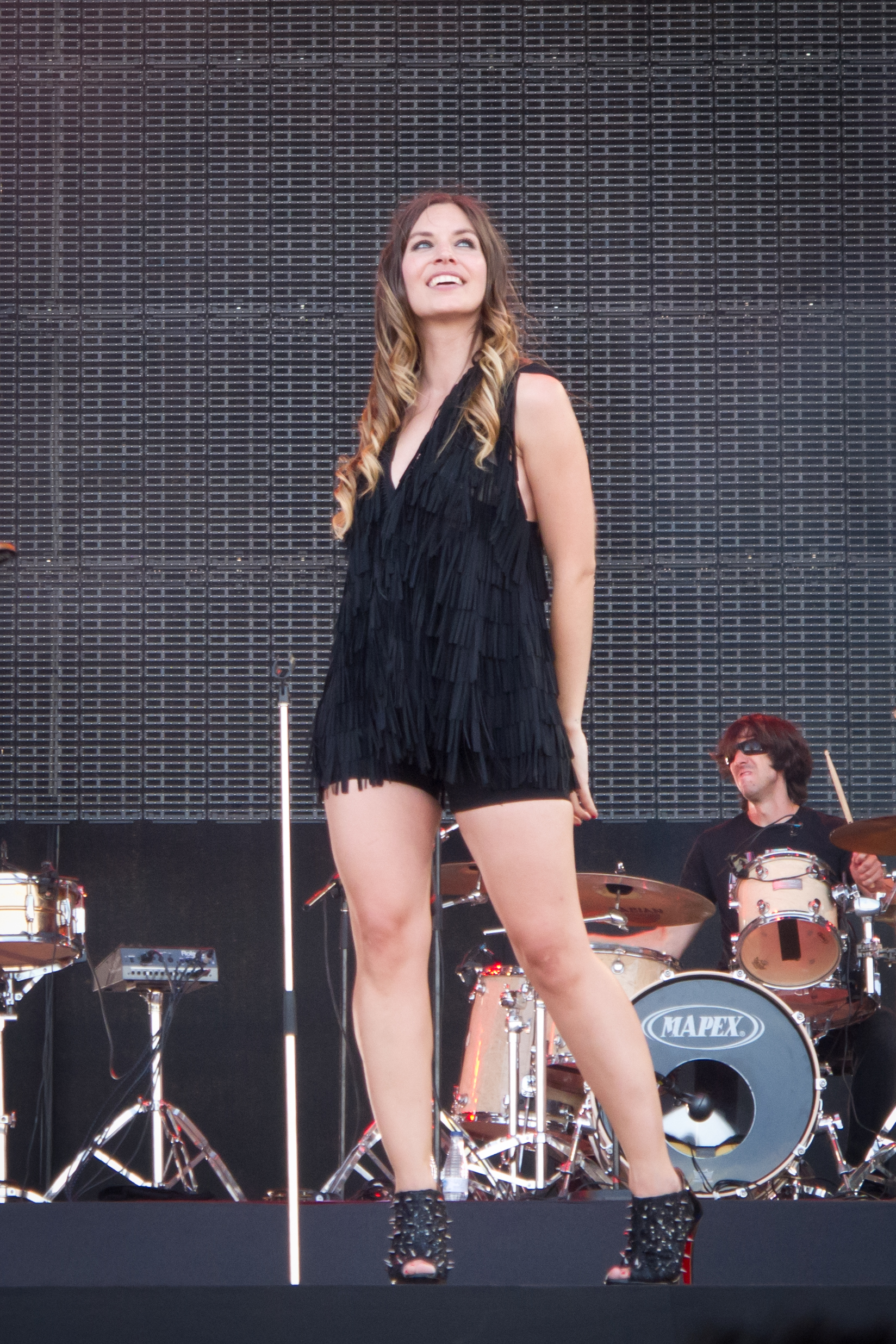
Leire em 2012.

Em fevereiro de 2008, recebe um telefonema que mudaria sua vida. Era Haritz Garde, baterista da banda La Oreja de Van Gogh, convidando-a para que fizesse um teste para ser a nova vocalista do grupo. Um amigo em comum havia sugerido o nome dela sem que ela soubesse.
Os integrantes da banda não haviam assistido ao programa Factor X, onde Leire havia ficado conhecida do público, e Leire tampouco havia se animado a mandar demos ou a se candidatar à vaga de vocalista quando soube da saída da primeira vocalista. Entretanto, depois de testarem dezenas de garotas que enviavam demos, vídeos e fitas, Xabi San Martín, Haritz Garde, Álvaro Fuentes e Pablo Benegas a escolheram como a nova vocalista. Leire substituía, assim, Amaia Montero, que decidira abandonar a banda para começar uma carreira solo em novembro de 2007.
No dia 14 de julho de 2008, Leire é apresentada oficialmente como a nova vocalista em coletiva de imprensa realizada na Casa de América de Madrid.
O primeiro álbum com Leire como vocalista é lançado no dia 2 de setembro desse mesmo ano, na Espanha, e no dia 30 do mesmo mês na América Latina, com o título A las cinco en el Astoria. O primeiro single lançado foi El último vals.
O segundo CD gravado com sua voz foi lançado em 20 de novembro de 2009, sob o título Nuestra Casa a La Izquierda del Tiempo. Seu primeiro Single foi Cuéntame al Oído.
O terceiro trabalho do grupo, Cometas por el Cielo, foi apresentado no dia 13 de setembro de 2011, e é o único trabalho da banda que contou com Leire para a etapa de composição. O álbum apresenta alguns dos maiores sucessos da segunda etapa do grupo, como o primeiro single, La niña que llora en tus fiestas, que fala sobre a adicção ao álcool e às drogas, e a homônima Cometas por el cielo, a primeira canção da banda a tratar o tema da homossexualidade. 
Com este álbum, o grupo ganha o prêmio 40 principales de Melhor Grupo espanhol de 2011.
Em 2013, a banda viaja ao México para gravar um CD+DVD especial em acústico pertencente ao formato Primera Fila, anteriormente gravado por artistas consagrados como Thalía e Cristian Castro. O CD+DVD inclui 11 faixas de sucesso da história do grupo com arranjos renovados e 4 canções inéditas. O especial conta com colaborações com cantores mexicanos e argentinos, como Abel Pintos, Natalia Lafourcade e Leonel Garcia e atingiu disco de Oro por suas vendas em solo mexicano.
Em 4 de novembro de 2016, o grupo lança El Planeta Imaginario, sétimo álbum de estúdio com 12 músicas inéditas e, 4 anos depois, em 18 de setembro de 2020, é lançado Un Susurro en la Tormenta, último álbum que contaria com a voz de Leire como vocalista.
Em 7 de outubro de 2024, durante um show do grupo na cidade de Zaragoza, Leire é gravada chorando de maneira intensa durante vários momentos, principalmente durante a música Rosas, onde sempre dividia um momento com o público, e esses vídeos se tornam virais, apesar de não levantarem questionamentos no momento .
No entanto, somente sete dias depois, em 14 de outubro de 2024, após uma turnê exitosa por festivais musicais, La Oreja de Van Gogh anuncia, por meio de um comunicado postado em suas redes sociais, que Leire Martínez não forma mais parte do grupo, depois de 17 anos juntos. O comunicado não é assinado por Leire , que declara não concordar com as palavras publicadas por seus ex-companheiros, e a separação gera polêmica, sendo o assunto mais comentado nas mídias espanhola e latino-americana durante vários meses, nos quais os outros quatro membros do grupo são acusados pelo público e pela maioria dos fãs de não demonstrarem gratidão pelo trabalho de sua segunda vocalista, e de a expulsarem do grupo para retornarem com a primeira vocalista, Amaia Montero  .
Em entrevistas posteriores, Leire confessa que seu choro durante o último concerto do grupo se deveu, principalmente, ao sentimento de não poder se despedir de seu público  e da frustração por não concordar com a forma como sua saída foi gerida pelos demais membros.

### De 2025 em diante: carreira solo
Em 11 de abril de 2025, Leire lança o primeiro single de sua carreira solo, intitulado "Mi nombre". A música, abertamente dedicada ao seu ex-grupo, com versos diretos como "Nunca fui sua/ arrume outra que me substitua/ você já fez isso uma vez/ mas agora já não poderá esconder mais/ as duas caras por trás do nome", se tornou a mais pedida nas rádios no dia seguinte ao lançamento . 
O segundo single, intitulado "Tres deseos", tem seu lançamento oficial anunciado para o dia 04 de julho de 2025, e é cantado pela primeira vez ao vivo em seu primeiro show como solista no dia 25 de junho de 2025, realizado na cidade de Leon e assistido por mais de 10.000 pessoas .

## Discografia

### ComLa Oreja de Van Gogh

#### Álbuns de estúdio e Ao vivo
- A las cinco en el Astoria (2008)
- Nuestra casa a la izquierda del tiempo (2009)
- Cometas por el cielo (2011)
- Cometas por el cielo en directo desde America (2012)
- Primera Fila (2013)
- El Planeta Imaginario (2016)
- Un Susurro en la Tormenta (2020)

#### Singles
- El último vals (2008)
- Inmortal (2008)
- Jueves (2009)
- Europa VII (2009)
- Cuéntame al oído (2009)
- Puedes contar conmigo (2010)
- La niña que llora en tus fiestas (2011)
- Cometas por el cielo (2011)
- Día Cero (2012)
- El primer día del resto de mi vida (2013)
- María (2014)
- Verano (2016)
- Diciembre (2017)
- Cuando menos lo merezca (2017)
- Estoy contigo (2017)
- Esa chica (2018)
- Abrázame (2020)
- Durante una mirada (2020)
- Sirenas (2021)

#### Colaborações
- Himno de la Real Sociedad - com Alex Ubago, Mikel Ernextun, entre outros (2009)
- Deseos de cosas imposibles - com Conchita (2010)
- Nada que perder - com Conchita (2010)
- Goodbye - com Beto Cuevas (2012)
- Mi marciana - com Alejandro Sanz (2012)
- Chocar - com El Sueño de Morfeo (2012)
- La cosa más bella - com Sergio Dalma (2013)
- Hecho con tus sueños - com Efecto pasillo (2013)
- Deseos de Cosas Imposibles - com Abel Pintos (2013)
- María - com Natalia Lafourcade (2013)
- Mi vida sin ti - com Samo (2013)
- La Playa - com Leonel García
- Cuando Todas las Historias Se Acaban - com Maldita Nerea (2017)
- Celebraré - com Conchita (2021)
- Vulnerables - com Despistaos (2021)
- Tuvo su tiempo - com Diego Martín (2021)
- Médula - com Zahara (2022)
- Qué va a ser - com Fran Perea (2022)
- Mariposas - com SAIKO (2025)